# 匈牙利足球乙级联赛
匈牙利足球乙級聯賽（匈牙利语：Nemzeti Bajnokság II），为匈牙利足球联赛的第 2 级别。从2004–05赛季开始，乙级联赛由原来的单个分组改为 2 个分组，每组 16 支球队，每个赛季末，两个小组的冠军会升入甲级联赛。直到2013–14球季，乙級聯賽重組成一個有 16 隊的聯賽，聯賽首兩位可升級至匈牙利足球甲級聯賽。